# Pseudo-Longinos
Als Pseudo-Longinos bezeichnet die Forschung den bislang nicht identifizierten Autor der wirkungsmächtigen antiken Abhandlung „Über das Erhabene“ (griechisch Περὶ ὕψους Peri hypsous). Es zählt – nach der aristotelischen Poetik und der Ars poetica des Horaz – zu den bedeutendsten dichtungstheoretischen Werken der Antike.

## Verfasser und Schrift
Der Titel von Peri hypsous nennt „Dionysios Longinos“ als Autor. Im Inhaltsverzeichnis hingegen der mittelalterlichen Handschrift, auf die alle späteren Textzeugnisse zurückgehen (Codex Parisinus Gr. 2036; 10. Jahrhundert), schreibt eine Notiz den Text einem „Dionysios oder Longinos“ zu. Da ein Dionysios Longinos in anderen Texten nicht bezeugt ist, wurde aufgrund dieser Notiz Kassios Longinos oder Dionysios von Halikarnassos als Verfasser angenommen. Heute wird davon ausgegangen, dass keiner der beiden Autor des Werkes ist. Aufgrund folgender Indizien in Peri hypsous wird der Abfassungszeitpunkt heute auf die erste Hälfte des 1. Jahrhunderts n. Chr. datiert: ein gegenüber dem Attizismus unabhängiger Stil; die Klage, dass die Redekunst verfalle; die Polemik gegen Caecilus – einen griechischen Rhetor und Literaturkritiker der augusteischen Zeit –, die auf einen geringen zeitlichen Abstand schließen lässt.

## Inhalt vonPeri hypsous
Peri hypsous (lateinisch: De sublimitate) ist eine Abhandlung über das Erhabene bzw. die Größe. Dies wird nicht nur als Stilbegriff, Eigenschaft eines Textes verstanden, sondern zugleich als ein Verweis auf die Fähigkeiten, die Kraft des Urhebers.
„Das Erhabene zerreißt, wenn es im richtigen Augenblick hervorbricht, wie ein Blitz alle Dinge und zeigt mit einemmal die ganze Gewalt des Redners.“
Dabei wird zwischen zwei Weisen unterschieden, wie Größe/Erhabenheit produziert wird: durch Anlage (physis) und erlernbare Methode (technê). Es werden „fünf Quellen des Erhabenen“ beschrieben:
1. Vermögen, große Gedanken zu schaffen;
2. starkes Pathos;
3. Einsatz bestimmter Figuren;
4. vornehme Diktion, die durch bestimmte Wortwahl und Verwendung von Tropen erreicht wird;
5. gehobene Satzfügung.[3]

Die ersten beiden bringen die Anlage (griech. physis) hervor, die restlichen drei seien auch durch die erlernbare Methode (griech. techne) zu erreichen. Vor allem die drei auf der techne basierenden Quellen versammeln Versatzstücke aus der rhetorischen Tradition, vor allem aus dem Bereich des ornatus (Redeschmuck).

## Rezeption
Das Werk entfaltete in der Neuzeit – insbesondere in der Folge einer von Nicolas Boileau angefertigten und 1674 erschienenen Übersetzung – breite Wirkung auf Theorien des Erhabenen und beeinflusste unter anderem Edmund Burke und Immanuel Kant.

## Textausgaben, Kommentare, Übersetzungen
- Otto Schönberger (Übers.): Vom Erhabenen. Reclam, Stuttgart 1988, ISBN 3-15-008469-5.
- Reinhard Brandt: Pseudo-Longinos. Vom Erhabenen. Wissenschaftliche Buchgesellschaft, Darmstadt 1966; Nachdruck 1983, ISBN 3-534-09470-0.
- James A. Arieti, John M. Crossett (Übers.): Longinus. On the sublime (= Texts and studies in religion. Band 21). Mellen, Lewiston, NY 1985, ISBN 0-88946-554-1.
- Stephen Halliwell: Pseudo-Longinus, On the Sublime. Oxford University Press, Oxford/New York 2022, ISBN 978-0-19-289420-5. – Rezension von Casper C. de Jonge, Bryn Mawr Classical Review 2023.10.11